# Vencelj Smrdel
Vencelj Smrdel, delavec, član organizacije TIGR, * 20. december 1907, Slovenska vas, Pivka, † 18. junij 1989, Pivka.
Smrdel je bil star 15 let, ko ga je Ivan Vadnal leta 1922 peljal na nočno zborovanje 50 mladih ljudi v gozd nad Žejami in Prestrankom. Poslej je do izbruha vojne stalno sodeloval v ilegalnem boju proti fašistom. Deloval je predvsem v Pivki in okoliških vaseh (Petelinje, Selce, Slovenska vas in Trnje). Najtesneje je sodeloval z Vadnalom in tistimi tigrovci, ki so bili v prvih letih zasedbe Primorske pobudniki ilegalnega boja proti fašistični Italiji.